# Giải vô địch bóng đá thế giới 1994 (Bảng A)
Bảng A của Giải vô địch bóng đá thế giới 1994 là một trong sáu bảng đấu tại vòng bảng giải vô địch bóng đá thế giới 1994 ở Hoa Kỳ. Trận đấu đầu tiên diễn ra vào ngày 18 tháng 6 năm 1994 và trận đấu cuối cùng diễn ra đồng thời vào ngày 26 tháng 6 năm 1994.
Bảng này bao gồm Hoa Kỳ, Thụy Sĩ, România, và Colombia. România nhất bảng, Thụy Sĩ nhì bảng và Hoa Kỳ giành quyền vào vòng đấu loại trực tiếp khi là một trong bốn đội xếp thứ ba có thành tích tốt nhất. Colombia bị loại với 3 điểm có được.

## Bảng xếp hạng
| Đội      | Tr | T | H | B | BT | BB | HS | Đ |
| -------- | -- | - | - | - | -- | -- | -- | - |
| România  | 3  | 2 | 0 | 1 | 5  | 5  | 0  | 6 |
| Thụy Sĩ  | 3  | 1 | 1 | 1 | 5  | 4  | +1 | 4 |
| Hoa Kỳ   | 3  | 1 | 1 | 1 | 3  | 3  | 0  | 4 |
| Colombia | 3  | 1 | 0 | 2 | 4  | 5  | −1 | 3 |

## Các trận đấu
Giờ thi đấu tính theo giờ địa phương.

### Hoa Kỳ vs Thụy Sĩ
| Hoa Kỳ      | 1–1      | Thụy Sĩ   |
| ----------- | -------- | --------- |
| Wynalda 44' | Chi tiết | Bregy 39' |

| Hoa Kỳ | Thụy Sĩ |

| GK               | 1  | Tony Meola (c) |     |     |
| SW               | 17 | Marcelo Balboa |     |     |
| RB               | 4  | Cle Kooiman    |     |     |
| CB               | 22 | Alexi Lalas    |     |     |
| LB               | 20 | Paul Caligiuri |     |     |
| RM               | 9  | Tab Ramos      |     |     |
| CM               | 16 | Mike Sorber    |     |     |
| CM               | 5  | Thomas Dooley  |     |     |
| LM               | 6  | John Harkes    | 89' |     |
| CF               | 8  | Earnie Stewart |     | 81' |
| CF               | 11 | Eric Wynalda   |     | 58' |
| Thay người:      |    |                |     |     |
| FW               | 10 | Roy Wegerle    |     | 58' |
| FW               | 13 | Cobi Jones     |     | 81' |
| Huấn luyện viên: |    |                |     |     |
| Bora Milutinović |    |                |     |     |

| GK               | 1  | Marco Pascolo      |     |     |
| SW               | 5  | Alain Geiger (c)   |     |     |
| RB               | 2  | Marc Hottiger      |     |     |
| CB               | 4  | Dominique Herr     | 26' |     |
| LB               | 3  | Yvan Quentin       |     |     |
| CM               | 6  | Georges Bregy      |     |     |
| CM               | 10 | Ciriaco Sforza     |     | 77' |
| RW               | 8  | Christophe Ohrel   |     |     |
| AM               | 16 | Thomas Bickel      |     | 72' |
| LW               | 7  | Alain Sutter       |     |     |
| CF               | 11 | Stéphane Chapuisat |     |     |
| Substitutions:   |    |                    |     |     |
| FW               | 14 | Nestor Subiat      | 82' | 72' |
| MF               | 21 | Thomas Wyss        |     | 77' |
| Huấn luyện viên: |    |                    |     |     |
| Roy Hodgson      |    |                    |     |     |

| Trợ lý trọng tài: Ernesto Taibi (Argentina) Venancio Zarate (Paraguay) Trọng tài thứ tư: Ernesto Filippi (Uruguay) |

### Colombia vs România
| Colombia     | 1–3      | România                       |
| ------------ | -------- | ----------------------------- |
| Valencia 43' | Chi tiết | Răducioiu 15', 89' · Hagi 34' |

| Colombia | România |

| GK                 | 1  | Óscar Córdoba         |     |
| DF                 | 2  | Andrés Escobar        |     |
| DF                 | 4  | Luis Fernando Herrera | 36' |
| MF                 | 6  | Gabriel Gómez         |     |
| MF                 | 10 | Carlos Valderrama (c) | 53' |
| FW                 | 11 | Adolfo Valencia       |     |
| MF                 | 14 | Leonel Álvarez        | 70' |
| DF                 | 15 | Luis Carlos Perea     |     |
| MF                 | 19 | Freddy Rincón         |     |
| DF                 | 20 | Wilson Pérez          |     |
| FW                 | 21 | Faustino Asprilla     |     |
| Huấn luyện viên:   |    |                       |     |
| Francisco Maturana |    |                       |     |

| GK                | 12 | Bogdan Stelea      |     |     |
| DF                | 2  | Dan Petrescu       |     |     |
| DF                | 3  | Daniel Prodan      |     |     |
| DF                | 4  | Miodrag Belodedici |     |     |
| MF                | 5  | Ioan Lupescu       |     |     |
| MF                | 6  | Gheorghe Popescu   |     |     |
| MF                | 7  | Dorinel Munteanu   |     |     |
| FW                | 9  | Florin Răducioiu   | 39' | 90' |
| MF                | 10 | Gheorghe Hagi (c)  |     |     |
| MF                | 11 | Ilie Dumitrescu    |     | 68' |
| DF                | 14 | Gheorghe Mihali    |     |     |
| Thay người:       |    |                    |     |     |
| DF                | 13 | Tibor Selymes      |     | 68' |
| DF                | 19 | Corneliu Papură    |     | 90' |
| Huấn luyện viên:  |    |                    |     |     |
| Anghel Iordănescu |    |                    |     |     |

| Trợ lý trọng tài: Yousif Abdullah Al Ghattan (Bahrain) Douglas Micael James (Trinidad và Tobago) Trọng tài thứ tư: Alberto Tejada Noriega (Peru) |

### România vs Thụy Sĩ
| România  | 1–4      | Thụy Sĩ                                    |
| -------- | -------- | ------------------------------------------ |
| Hagi 35' | Chi tiết | Sutter 16' · Chapuisat 52' · Knup 65', 72' |

| România | Thụy Sĩ |

| GK                | 12 | Bogdan Stelea      |     |     |
| DF                | 2  | Dan Petrescu       |     |     |
| DF                | 3  | Daniel Prodan      |     |     |
| DF                | 4  | Miodrag Belodedici | 47' |     |
| MF                | 5  | Ioan Lupescu       | 40' | 85' |
| MF                | 6  | Gheorghe Popescu   |     |     |
| MF                | 7  | Dorinel Munteanu   |     |     |
| FW                | 9  | Florin Răducioiu   |     |     |
| MF                | 10 | Gheorghe Hagi (c)  |     |     |
| MF                | 11 | Ilie Dumitrescu    |     | 70' |
| DF                | 14 | Gheorghe Mihali    | 32' |     |
| Thay người:       |    |                    |     |     |
| MF                | 15 | Basarab Panduru    |     | 85' |
| FW                | 16 | Ion Vlădoiu        | 73' | 70' |
| Huấn luyện viên:  |    |                    |     |     |
| Anghel Iordănescu |    |                    |     |     |

| GK               | 1  | Marco Pascolo      |  |     |
| DF               | 2  | Marc Hottiger      |  |     |
| DF               | 3  | Yvan Quentin       |  |     |
| DF               | 4  | Dominique Herr     |  |     |
| DF               | 5  | Alain Geiger (c)   |  |     |
| MF               | 6  | Georges Bregy      |  |     |
| MF               | 7  | Alain Sutter       |  | 71' |
| DF               | 8  | Christophe Ohrel   |  | 83' |
| FW               | 9  | Adrian Knup        |  |     |
| MF               | 10 | Ciriaco Sforza     |  |     |
| FW               | 11 | Stéphane Chapuisat |  |     |
| Thay người:      |    |                    |  |     |
| MF               | 16 | Thomas Bickel      |  | 71' |
| MF               | 20 | Patrick Sylvestre  |  | 83' |
| Huấn luyện viên: |    |                    |  |     |
| Roy Hodgson      |    |                    |  |     |

| Trợ lý trọng tài: Abdel-Magid Hassan (Ai Cập) Davoud Fanaei (Iran) Trọng tài thứ tư: Joël Quiniou (Pháp) |

Chú thích: Bàn thắng thứ 4 của Thụy Sĩ cũng được ghi cho Georges Bregy.

### Hoa Kỳ vs Colombia
| Hoa Kỳ                           | 2–1      | Colombia     |
| -------------------------------- | -------- | ------------ |
| Escobar 35' (l.n.) · Stewart 52' | Chi tiết | Valencia 90' |

| Hoa Kỳ | Colombia |

| GK               | 1  | Tony Meola (c)   |     |     |
| DF               | 17 | Marcelo Balboa   |     |     |
| DF               | 20 | Paul Caligiuri   |     |     |
| DF               | 21 | Fernando Clavijo |     |     |
| DF               | 22 | Alexi Lalas      | 48' |     |
| MF               | 5  | Thomas Dooley    |     |     |
| MF               | 6  | John Harkes      |     |     |
| MF               | 9  | Tab Ramos        |     |     |
| MF               | 16 | Mike Sorber      |     |     |
| FW               | 8  | Earnie Stewart   |     | 66' |
| FW               | 11 | Eric Wynalda     |     | 61' |
| Thay người:      |    |                  |     |     |
| FW               | 10 | Roy Wegerle      |     | 61' |
| MF               | 13 | Cobi Jones       |     | 66' |
| Huấn luyện viên: |    |                  |     |     |
| Bora Milutinović |    |                  |     |     |

| GK                 | 1  | Óscar Córdoba         |     |     |
| DF                 | 2  | Andrés Escobar        |     |     |
| DF                 | 4  | Luis Fernando Herrera |     |     |
| DF                 | 15 | Luis Carlos Perea     |     |     |
| DF                 | 20 | Wilson Pérez          |     |     |
| MF                 | 5  | Hernán Gaviria        |     |     |
| MF                 | 10 | Carlos Valderrama (c) |     |     |
| MF                 | 14 | Leonel Álvarez        |     |     |
| MF                 | 19 | Freddy Rincón         |     |     |
| FW                 | 7  | Antony de Ávila       | 24' | 45' |
| FW                 | 21 | Faustino Asprilla     |     | 45' |
| Thay người:        |    |                       |     |     |
| FW                 | 9  | Iván Valenciano       |     | 45' |
| FW                 | 11 | Adolfo Valencia       |     | 45' |
| Huấn luyện viên:   |    |                       |     |     |
| Francisco Maturana |    |                       |     |     |

| Trợ lý trọng tài: Domenico Ramicone (Ý) El Jilali Rharib (Maroc) Trọng tài thứ tư: Lim Kee Chong (Mauritius) |

### Thụy Sĩ vs Colombia
| Thụy Sĩ | 0–2      | Colombia                 |
| ------- | -------- | ------------------------ |
|         | Chi tiết | Gaviria 44' · Lozano 90' |

| Thụy Sĩ | Colombia |

| GK               | 1  | Marco Pascolo      |     |     |
| DF               | 2  | Marc Hottiger      |     |     |
| DF               | 3  | Yvan Quentin       |     |     |
| DF               | 4  | Dominique Herr     |     |     |
| DF               | 5  | Alain Geiger (c)   |     |     |
| MF               | 6  | Georges Bregy      | 85' |     |
| MF               | 7  | Alain Sutter       |     | 82' |
| DF               | 8  | Christophe Ohrel   |     |     |
| FW               | 9  | Adrian Knup        | 39' | 82' |
| MF               | 10 | Ciriaco Sforza     |     |     |
| FW               | 11 | Stéphane Chapuisat |     |     |
| Thay người:      |    |                    |     |     |
| FW               | 14 | Nestor Subiat      |     | 82' |
| FW               | 15 | Marco Grassi       |     | 82' |
| Huấn luyện viên: |    |                    |     |     |
| Roy Hodgson      |    |                    |     |     |

| GK                 | 1  | Óscar Córdoba         |     |     |
| DF                 | 2  | Andrés Escobar        |     |     |
| DF                 | 3  | Alexis Mendoza        |     |     |
| DF                 | 4  | Luis Fernando Herrera |     |     |
| MF                 | 5  | Hernán Gaviria        | 58' | 79' |
| MF                 | 10 | Carlos Valderrama (c) | 62' |     |
| FW                 | 11 | Adolfo Valencia       |     | 64' |
| MF                 | 14 | Leonel Álvarez        | 80' |     |
| MF                 | 19 | Freddy Rincón         |     |     |
| DF                 | 20 | Wilson Pérez          |     |     |
| FW                 | 21 | Faustino Asprilla     |     |     |
| Thay người:        |    |                       |     |     |
| FW                 | 7  | Antony de Ávila       |     | 64' |
| MF                 | 8  | John Harold Lozano    |     | 79' |
| Huấn luyện viên:   |    |                       |     |     |
| Francisco Maturana |    |                       |     |     |

| Trợ lý trọng tài: Carl-Johan Meyer Christensen (Đan Mạch) Douglas Micael James (Trinidad và Tobago) Trọng tài thứ tư: Arturo Brizio Carter (México) |

### Hoa Kỳ vs România
| Hoa Kỳ | 0–1      | România      |
| ------ | -------- | ------------ |
|        | Chi tiết | Petrescu 18' |

| Hoa Kỳ | România |

| GK               | 1  | Tony Meola (c)   |     |     |
| DF               | 5  | Thomas Dooley    |     |     |
| MF               | 6  | John Harkes      | 41' |     |
| FW               | 8  | Earnie Stewart   |     |     |
| MF               | 9  | Tab Ramos        |     | 64' |
| FW               | 11 | Eric Wynalda     |     |     |
| MF               | 16 | Mike Sorber      |     | 75' |
| DF               | 17 | Marcelo Balboa   |     |     |
| DF               | 20 | Paul Caligiuri   |     |     |
| DF               | 21 | Fernando Clavijo | 48' |     |
| DF               | 22 | Alexi Lalas      |     |     |
| Thay người:      |    |                  |     |     |
| FW               | 10 | Roy Wegerle      |     | 75' |
| MF               | 13 | Cobi Jones       |     | 64' |
| Huấn luyện viên: |    |                  |     |     |
| Bora Milutinović |    |                  |     |     |

| GK                | 1  | Florin Prunea      |     |     |
| DF                | 2  | Dan Petrescu       | 73' |     |
| DF                | 3  | Daniel Prodan      |     |     |
| DF                | 4  | Miodrag Belodedici |     | 89' |
| MF                | 5  | Ioan Lupescu       |     |     |
| MF                | 6  | Gheorghe Popescu   |     |     |
| MF                | 7  | Dorinel Munteanu   |     |     |
| FW                | 9  | Florin Răducioiu   | 62' | 84' |
| MF                | 10 | Gheorghe Hagi (c)  |     |     |
| MF                | 11 | Ilie Dumitrescu    |     |     |
| DF                | 13 | Tibor Selymes      |     |     |
| Thay người:       |    |                    |     |     |
| DF                | 14 | Gheorghe Mihali    |     | 89' |
| MF                | 18 | Constantin Gâlcă   |     | 84' |
| Huấn luyện viên:  |    |                    |     |     |
| Anghel Iordănescu |    |                    |     |     |

| Trợ lý trọng tài: Jan Dolstra (Hà Lan) Gordon Dunster (Úc) Trọng tài thứ tư: Jamal Al Sharif (Syria) |